# Джодель Ферланд
Джодель Міка Ферланд (англ. Jodelle Micah Ferland; * 9 жовтня 1994) — канадська акторка. Наймолодша номінантка Еммі (дебютувала в 4 роки у телефільмі «Русалонька» (2000), за який отримала премію «Молодий актор» та номінацію на «Денна премія „Еммі“»). Побудувала кар'єру в телефільмі «Керрі» (2002), фільмах жахів «Вони» (2002), «Країна припливів» (2005), «Сайлент Хілл» (2006) та «Справа № 39» (2009), а також у комедійному фільмі «Хай щастить, Чаку!» (2007). Виконала головну роль у телесеріалі «Королівський шпиталь» (2004).
У 2010-х роках грала в фільмі «Сутінки. Сага. Затемнення» (2010) та жахах «Хижа в лісі» (2011) та «Берзила» (2012). Знялася в телесеріалі «Темна матерія» (2015—2017), який приніс їй номінацію на премію «Сатурн».

## Життєпис

### Ранні роки
Джодель Міка Ферланд народилася 1994 року в Нанаймо, Британська Колумбія, Канада, в родині Валері та Марка Ферландів. Її брати та сестри — акторка Маріш Ферланд і музикант Джеремі Ферланд.

### 2000—2010
Кар'єра Ферланд у рекламі почалася у 2 роки, а в 4 вона дебютувала як акторка в телефільмі «Русалонька». За свою гру вона номінована на Денна премія «Еммі», ставши її наймолодшою номінанткою. Знялася в кількох телесеріалах, включаючи «Зоряні ворота: Атлантида», «Темний ангел», «Зоряна брама: SG-1», «Таємниці Смолвіля» та «Надприродне», а також з'явилася у фільмах, включаючи «Вони» та «В пастці».
У 2005 році Ферланд знялася в драмі Террі Гілліама «Країна припливів», за яку отримала номінацію на премію Геній у категорії «Найкраща акторка». У 2006 знялася у фільмі «Сайлент Гілл», адаптації відомої відеоігри, і виконала роль другого плану у фільмі « Хай щастить, Чаку!» для Lions Gate Entertainment. У 2006 році вона отримала роль Лілліт Салліван у фільмі жахів «Справа № 39», який вийшов на екрани у 2009 році; виробництво було відкладено після пожежі на знімальному майданчику в жовтні 2006.
У 2010 році Ферланд втілила Брі Таннер у романтичному фентезі «Затемнення», третьому фільмі серії «Сутінки». Вона сказала: «Зазвичай я читаю сценарій, перш ніж взяти роль, але цей я не читала. Це „Сутінки“, звичайно, я погоджуся». З 2010 по 2011 рік Ферланд озвучувала відеогру BioShock 2 і завантажуваний контент до неї, знялася у фільмі каналу SyFy «Крижане тремтіння» і виконала головну роль у телефільмі каналу Lifetime «Бійка дівчаток».

### 2011— дотепер
У 2012 році Ферланд знялася в драмі «Могутня краса», горрор-фільмі "Бурзило", фільмі Джосса Відона «Хижа у лісі» і отримала свою першу головну роль у комедії «Сам удома 5: Святкове пограбування». Зйомки фільму «Хижа у лісі» проходили в 2009 році. Вона також зіграла головну роль в анімаційному фільмі «Паранорман», який отримав номінацію на премію «Оскар».
З 2013 по 2014 рік Ферланд знімалася в сімейному фільмі «Опівнічний жеребець», короткометражному фільмі «Монстр» та кримінальному драматичному фільмі «Викуп Ворден». У 2015 році вона знялася в короткометражному фільмі «The Goodbye Girl» та фільмі жахів «Примара будинку Бріар», прем'єра якого відбулася 24 жовтня на кінофестивалі Film4 Frightfest . У 2016 році знялася в телефільмі каналу Lifetime «Ганьба моєї дочки», і виступила читцем для аудіокниги «Диво-жінки», написаної Семом Меггсом.
З 2015 по 2017 рік Ферланд виконала роль П'ятої в серіалі каналу SyFy «Темна матерія», заснований на однойменній серії коміксів. Розповідала про роль: «У моєму останньому шоу „Темна матерія“ люди дражнили мене, тому що я була наймолодшою в акторському складі, але я знімалася найдовше». 2016 року Ферлвнд отримала номінацію на премію «Сатурн» за найкращу гру молодого актора у телевізійному серіалі. У 2017 році вона з'явилася в комедії «Товстіший брехун», сиквелі фільму 2002 року і фільмі жахів «Neverknock».
У 2018 році з'явилася в одному з епізодів серіалу Frankie Drake Mysteries. У тому ж році Ферланд знялася в ролі Олів у цифровому серіалі Darken: Before the Dark, приквелі до фільму Darken. Планувала знятися в короткометражному фільмі «Women Seen» режисерки Аманди Тапінг.

## Фільмографія

### Фільми і серіали
| Рік       |    | Українська назва                   | Оригінальна назва                  | Роль                       |
| --------- | -- | ---------------------------------- | ---------------------------------- | -------------------------- |
| 1999      | с  | Таємниця нерозкритих злочинів      | Cold Squad                         | Гейлі Гетчер               |
| 2000      | с  | Вище землі                         | Higher Ground                      | молода Джульєтта           |
| 2000      | тф | Русалонька                         | Mermaid                            | Дезі                       |
| 2000      | тф | Історія Лінди Маккартні            | The Linda McCartney Story          | п'ятирічна Гізер           |
| 2000      | тф | Залишитися живими                  | Sole Survivor                      | Nina Carpenter             |
| 2000      | тф | Незвичайна посилка                 | Special Delivery                   | Саманта Бек                |
| 2001      | с  | Вовче озеро                        | Wolf Lake                          | Лілі Келлі                 |
| 2001      | с  | Темний ангел                       | Dark Angel                         | Аннабель                   |
| 2001      | с  | Самотні стрілки                    | The Lone Gunmen                    | маленька дівчинка          |
| 2001      | тф | У пастці                           | Trapped                            | Гізер                      |
| 2001      | с  | Чудеса.com                         | So Weird                           | Марія                      |
| 2001      | тф | Листівки для дива                  | The Miracle of the Cards           | Енні                       |
| 2002      | с  | Мисливці за нечистю                | Special Unit 2                     | Focus Group Girl           |
| 2002      | с  | Джон Доу                           | John Doe                           | Дженні Ніколс              |
| 2002      | тф | Керрі                              | Carrie                             | Керрі                      |
| 2001      | ф  | Смертельні маленькі секрети        | Deadly Little Secrets              | Медісон                    |
| 2002      | ф  | Вони                               | They                               | Сара                       |
| 2003      | с  | Таємниці Смолвіля                  | Smallville                         | Емілі Дінсмор              |
| 2003      | с  | Мертві, як я                       | Dead Like Me                       | Кирсті                     |
| 2003      | тф |                                    | Mob Princess                       | молода Петті               |
| 2004      | тф | 10.5 балів                         | 10.5                               | маленька "Wow!" дівчинка   |
| 2004      | с  | Колекціонер                        | The Collector                      | маленька дівчинка / Диявол |
| 2004      | с  | Королівський шпиталь               | Kingdom Hospital                   | Мері Дженсен               |
| 2004      | тф | Дуже холодне Різдво                | A Very Cool Christmas              | Алекса                     |
| 2005      | ф  | Країна припливів                   | Tideland                           | Джеліза-Роза               |
| 2006      | с  | Надприродне                        | Supernatural                       | Мелані Мерчент             |
| 2006      | ф  | Сайлент Хілл                       | Silent Hill                        | Шерон / Алесса             |
| 2006      | с  | Зоряна брама: SG-1                 | Stargate SG-1                      | семирічна Адрія            |
| 2006      | тф | Історія Амбер                      | Amber's Story                      | Ніколь Тейлор Тіммонс      |
| 2006      | ф  | Уроки плавання                     | Swimming Lessons                   | Зоя                        |
| 2006      | тф | Мертвий сезон                      | The Secret of Hidden Lake          | молода Меггі Долан         |
| 2006      | с  | Майстри жахів                      | Masters of Horror                  | Ліза                       |
| 2007      | ф  | Посланці                           | The Messengers                     | Michael Rollins            |
| 2007      | ф  | Сід: Помста повсталого             | Seed                               | Емілі                      |
| 2007      | ф  | Хай щастить, Чаку!                 | Good Luck Chuck                    | Ліла                       |
| 2007      | в  | Бладрейн 2: Звільнення             | BloodRayne II: Deliverance         | Саллі                      |
| 2007      | тф | Зображення Холліс Вудс             | Pictures of Hollis Woods           | Холліс Вудс                |
| 2008      | с  | Зоряна брама: Атлантида            | Stargate: Atlantis                 | Гармонія                   |
| 2008      | тф | Селін                              | Céline                             | юна Селін                  |
| 2009      | тф |                                    | Captain Cook's Extraordinary Atlas | Гвен Меллой                |
| 2009      | ф  | Дивовижний світ                    | Wonderful World                    | Сандра                     |
| 2009      | ф  | Справа № 39                        | Case 39                            | Лілліт Салліван            |
| 2009      | ф  |                                    | Everything's Coming Up Rosie       | Рози                       |
| 2010      | ф  | Сутінки. Сага: Затемнення          | Eclipse                            | Брі Таннер                 |
| 2010      | тф | Крижана тремтіння                  | Ice Quake                          | Тіа Вебстер                |
| 2010      | с  |                                    | The Haunting Hour: The Series      | Еліс                       |
| 2011      | ф  | Хижа у лісі                        | The Cabin in the Woods             | Пейшнс Бакнер              |
| 2011      | ф  | Могутня краса                      | Mighty Fine                        | Наталі Фін                 |
| 2011      | ф  | Верзила                            | The Tall Man                       | Дженні                     |
| 2011      | ф  | Бійка дівчаток                     | Girl Fight                         | Гейлі                      |
| 2012      | ф  | Сам удома 5: Святкове пограбування | Home Alone: The Holiday Heist      | Алексіс Бакстер            |
| 2012      | мф | Паранорман                         | ParaNorman                         | Агата Прендргаст (голос)   |
| 2013      | ф  | Північний жеребець                 | Midnight Stallion                  | Меган Шепард               |
| 2014      | ф  | Примара будинку Бріар              | The Unspoken                       | Анджела                    |
| 2015      | с  | Темна матерія                      | Dark Matter                        | П'ята/Дас                  |
| 2016      | тф | Ганьба моєї дочки                  | My Daughter's Disgrace             | Одрі                       |
| 2019—2020 | с  | Таємний орден                      | The Order                          | Зеккія / Zecchia           |
| 2017      | ф  |                                    | Neverknock                         | Лія                        |
| 2017      | ф  | Більш товстий брехун               | Bigger Fatter Liar                 | Бекка                      |
| 2018      | с  |                                    | Frankie Drake Mysteries            | Ана                        |
| 2018      | ф  |                                    | Darken: Before the Dark            | Олив                       |
| 2019      | с  | Надприродне                        | Supernatural                       | Емілі                      |
| TBA       | ф  | Офісні ігри                        | The Office Games                   | Тина                       |

### Відеоігри
| Рік  | Назва                            | Роль               | Примітка    |
| ---- | -------------------------------- | ------------------ | ----------- |
| 2010 | BioShock 2                       | Маленька Сестричка | Озвучування |
| 2010 | BioShock 2: The Protector Trials | Маленька Сестричка | Озвучування |
| 2010 | BioShock 2: Minerva's Den        | Маленька Сестричка | Озвучування |

### Аудіокниги
- Чудо-жінки (2016) авторства Сем Меггс, в ролі оповідачки

## Нагороди та номінації
| Рік  | Премія                  | Категорія | Номінована робота            | Результат | Прим.  |
| ---- | ----------------------- | --- | ---------------------------- | --------- | ------ |
| 2001 | Молодий актор           | Найкращий виступ у телевізійному фільмі (комедія чи драма) — молода акторка у віці 10 років або молодша        | Русалонька                   | Перемога  | [ 49 ] |
| 2001 | Денна премія «Еммі»     | Видатний виконавець у дитячих програмах                                                                        | Русалонька                   | Номінація | [ 7 ]  |
| 2004 | Молодий актор           | Найкращий виступ у телесеріалі — запрошена молода акторка у головній ролі                                      | Таємниці Смолвіля            | Номінація | [ 50 ] |
| 2004 | Leo Award               | Драматичний серіал: Найкраща жіноча підтримка                                                                  | Збирач душ                   | Номінація | [ 51 ] |
| 2005 | Молодий актор           | Найкращий виступ у телевізійному фільмі (комедія чи драма) — молода акторка у віці 10 років або молодша        | Королівський шпиталь         | Номінація | [ 52 ] |
| 2007 | Джіні                   | Найкращий виступ акторки у головній ролі                                                                       | Країна Припливів             | Номінація | [ 53 ] |
| 2007 | Сатурн                  | Найкращий виступ молодого актора                                                                               | Країна Припливів             | Номінація |        |
| 2008 | Молодий актор           | Найкраще виконання ролі у телевізійному фільмі, міні-серіалі або спеціальному фільмі — провідна молода акторка | Зображення Холліс Вудс       | Номінація | [ 54 ] |
| 2008 | CAMIE Award             | Головна роль у телевізійному фільмі, серіалі чи спеціальному фільмі                                            | Зображення Холліс Вудс       | Перемога  |        |
| 2009 | Молодий актор           | Найкращий виступ у телевізійному фільмі, мінісеріалі або спеціальному фільмі — молода акторка другого плану    | Селін                        | Номінація | [ 55 ] |
| 2010 | Leo Award               | Найкраще виконання жіночої ролі у короткометражному драматичному фільмі                                        | Everything's Coming Up Rosie | Номінація | [ 56 ] |
| 2011 | Fangoria Chainsaw Award | Найкраща акторка другого плану                                                                                 | Справа № 39                  | Номінація |        |
| 2016 | Сатурн                  | Найкраща гра молодого актора у телевізійному серіалі                                                           | Темна матерія                | Номінація |        |